# オルデス

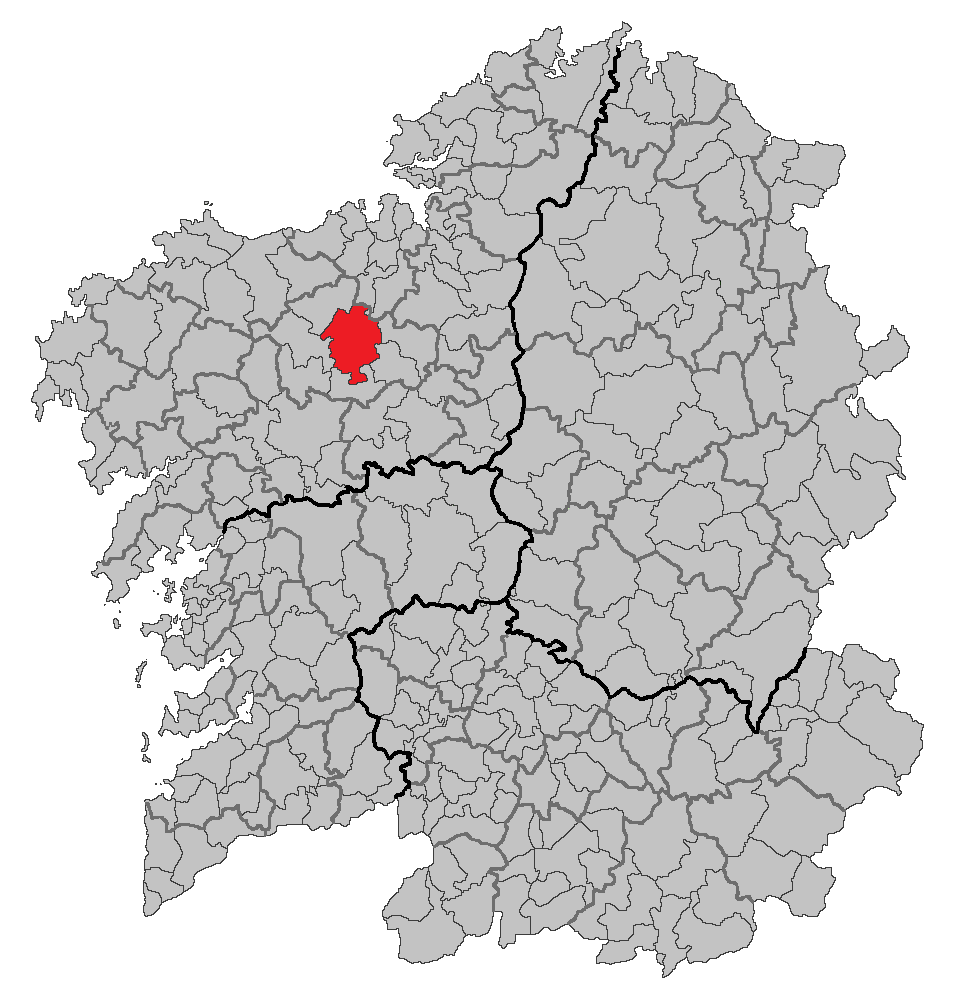

オルデス（Ordes）は、スペイン、ガリシア州、ア・コルーニャ県の自治体、コマルカ・デ・オルデスに属する。ガリシア統計局によると、2009年の人口は12,757人（2008年：12,534人、2006年:12,294人、2005年:12,287人、2004年:12,287人、2003年:12,266人）。住民呼称は、男女同形のordense。カスティーリャ語表記はÓrdenes（オルデネス）。
ガリシア語話者の自治体住民に占める割合は97.53％（2001年）。 

## 地理
オルデスはア・コルーニャ県のほぼ中央に位置し、コマルカ・デ・オルデスに属する。北から西にかけてはセルセーダ、北はカラル、アベゴンド、南はオローソ、東はメシーア、フラーデス、西はトルドイアの各自治体と隣接する。
オルデスはサンティアゴ・デ・コンポステーラとア・コルーニャの中間の平原地帯に位置している。標高は南部の山地が海抜およそ461m、北部がおよそ450mほどで、これらの間を小川が走り、そのほとんどがタンブレ川に流れ込んでいる。これらのうち最も重要なのは、レングエジェ川で、西に流れ、トルドイアとの境界となっている。 アルデミル教区の小川はバルセス川に流れ込んでいる。
面積は157km²で、住民のおよそ三分の一が、中心地区のオルデス教区に居住している。道路は、N-550号線とAP-9号線が、鉄道は、サンティアゴ・デ・コンポステーラとア・コルーニャをつなぐ路線が自治体内を通っている。
気候については、降水量は多く、年間1,500mmを下ることは、ほとんどない。気温は年平均13°Cである。市街地を外れると、多くの土地は湿地とユーカリ林におおわれている。

### 人口
| オルデスの人口推移 1900－2010                           |
|                                                         |
| 出典:INE（スペイン国立統計局）1900年 - 1991年、1996年 - |

## 経済
1960年代には、オルデスから多くの人が、国内の都市や他のヨーロッパ諸国へ移民として出て行った。この人口流出は70年代にはおさまってきた。現在、住民のおよそ4分の一が第一次産業、特に、乳産のための牧畜業に従事している。また、他には繊維産業や建築業などに従事している。自治体の中心地区には小売業などの第三次産業が集中している。

## 政治
2007年の自治体選挙の結果、自治体首長はUXO（Unión por Ordes）のマヌエル・レゴス・ボケーテ（Manuel Regos Boquete）で、自治体評議員はUXO（Unión por Ordes）:4、ガリシア国民党（PPdeG）:4、ガリシア社会党（PSdeG-PSOE）:3、ガリシア民族主義ブロック（BNG）:3、NA（Nova Alternativa）:2、TEGA（Terra Galega）:1となっている。 

## 教区
オルデスは13教区に分けられている。
- アルデミル（サン・ペドロ）
- バルベイロス（サンタ・マリーア）
- ベアン（サンタ・マリーア）
- ブスカス（サン・パイオ）
- レイラ（サンタ・マリーア）
- レスタ（サント・アンドレ）
- メルクリン（サン・クレメンテ）
- オルデス（サンタ・マリーア）
- パラーダ（サンタ・マリーニャ）
- ペレイラ（サンタイア）
- ポウロ（サン・シュリアン）
- サンタ・クルス・デ・モンタオス（サンタ・クルス）
- ビラマイヨール（サンティアゴ）